# اچ‌ام‌اس سورپرایز (۱۷۹۶)
اچ‌ام‌اس سورپرایز (۱۷۹۶) (به انگلیسی: HMS Surprise (1796)) یک کشتی است که طول آن ۱۲۹ فوت (۳۹ متر) می‌باشد. این کشتی در سال ۱۷۹۴ ساخته شد.